# Marinus Salomons
Marinus Cornelis Salomons (Kralingen, 12 januari 1879 – Den Haag, 28 december 1944) was een Nederlands pianist.
Hij was zoon van boekhouder Hendrik Pieter Salomons. Hijzelf was tussen 1905 (in Keulen getrouwd) en 1916 (in Den Haag gescheiden) getrouwd met Henriette Johanna Inderau. 
Zijn ouders wilden dat hun zoon in de handel ging werken. Hij mocht echter voorspelen bij Joh.H. Sikemeier en die zag voldoende talent om van vioolspelen zijn beroep te maken. Hij ging studeren aan het Toonkunstmuziekschool bij Wouter Hutschenruijter, Cornelis van de Sandt dezelfde Sikemeier en Anton Verheij. Daarna volgde een opleiding aan de Conservatorium in Keulen bij onder meer Max van de Sandt. Na de studie afgerond te hebben. Werd hij muziekleraar en directeur van de Singakademie te Liegnitz om vervolgens te gaan werken in en vanuit Cleveland (Ohio) (muziekleraar en concertpianist). Zijn zus Catharina Salomons woonde daar getrouwd met Auguste Bienfait. In 1913 kwam het terug naar Nederland en vestigde zich in zijn geboortestad, alwaar hij tot 1919 leraar was aan het Toonkunstmuziekschool. Tussen 1919 en 1925 verbleef hij in Nederlands-Indië. Hij ging er naar toe om enkele concerten te geven, maar bleef er plakken. Hij gaf les aan de "Vereeniging ter Bevordering der Toonkunst in Nederlandsch-Indië" te Weltevreden en speelde voor de Bandoengse Kunstkring. Bij terugkomst vestigde hij zich in Den Haag. Zo gaf hij in 1939 een concert met het Residentie Orkest onder leiding van Sam Swaap in het Kurhaus te Scheveningen; hij speelde toen (niet echt vlekkeloos) het pianoconcert in A majeur van Franz Liszt.  Hij gaf er minste 12,5 jaar les aan de Volksuniversiteit en gaf concerten in het Gemeentemuseum Den Haag. In 1939 werd hij op zijn zestigste verjaardag in Diligentia gehuldigd in aanwezigheid van burgemeester Salomon Jean René de Monchy.
Hij componeerde ook enkele werken: een dramatische ouverture voor orkest, een sonate voor piano en viool, twee oratoria, maar er zijn geen tekenen dat die ooit verder zijn geraakt dan manuscriptvorm.